# Ruta Nacional 148 (Argentina)
La Ruta Nacional 148 es una breve carretera ubicada en la región central de Argentina. Posee una extensión aproximada de 40 km que discurren en sentido sur-norte.
Su kilómetro 925 se encuentra al alcanzar el límite con la vecina Provincia de San Luis y finaliza en el kilómetro 966 ingreso a la ciudad de Villa Dolores, más precisamente en la rotonda Melchor Martino, sobre el final de la Ruta Provincial E88 que une las localidades de Las Tapias con la antes mencionada, en el oeste de la Provincia de Córdoba, en el extremo sur del Valle de San Javier o Traslasierra. En el mapa adjunto se encuentra marcada con rojo. En verde se encuentra el tramo comprendido entre el límite provincial con Córdoba y la Ruta Nacional 188, tramo que pasó a jurisdicción provincial en el año 2008, y con el tramo en color morado se hizo lo propio en el año 1979. En este breve recorrido, no atraviesa ninguna población.

## Traza antigua
Antiguamente esta ruta tenía una longitud de 761 km, hasta el enlace con la Ruta Nacional 35, en el pueblo de Perú, Provincia de La Pampa, es decir la traza completa indicada en el mapa. El tramo al sur de Nueva Galia, en San Luis, marcado en morado y sin pavimentar, pasó a jurisdicción provincial mediante el Decreto Nacional 1595 del año 1979, excepto el tramo entre los km 263,87 y 296,78 que correspondía a la superposición con la Ruta Nacional 152. La Provincia de San Luis aceptó la transferencia en 1981. El tramo entre Villa Dolores y Villa Mercedes se asfaltó en el año 1967, mientras que el tramo entre Nueva Galia y Villa Mercedes se pavimentó en la primera mitad de la década de 1970.
Por Convenio suscripto el 4 de septiembre de 2001 entre el Ministerio de Infraestructura y Vivienda y el Gobierno de la Provincia de San Luis, se transfirió la Ruta Nacional 148 en el tramo comprendido entre el empalme con la Ruta Nacional 188 y el límite con la Provincia de Córdoba, marcado en verde en el mapa. En 2001 el gobernador Rodríguez Saá licitó la obra para convertir a la ruta 148 en autopista  por medio del Plan Mil, que permitirá la construcción de otros 175 kilómetros de autopista entre las ciudades de Villa Mercedes y de Merlo, en el límite con Córdoba.
El antiguo trazado en la provincia de San Luis actualmente corresponde a la Ruta Provincial 55, mientras que en la Provincia de La Pampa actualmente se encuentra la Ruta Provincial 105 (solo pavimentada en el norte de la provincia).

## Recorrido
|  |  |  | CONTg |

|  |  |  | STR |

|  |  | GRZq | STR+GRZq | GRZq |

|  |  |  | STR |

|  |  | STRq | KRZ | exSTRq |

|  |  | exSTRq | KRZ | exSTRq |

|  |  |  | TEEaq | exSTRq |

|  |  | exSTRq | TEEeq |  |

|  |  |  | MWNODEr | STRq |

|  |  | WORKS | STR |

|  |  | HOUSE | STR |  |

|  |  |  | STR | lELC |

|  |  | WASSERq | WBRÜCKE1 | WASSERq |

|  |  |  | MWNODEr | STRq |

|  |  | CONTgq | SHI4gl+lq | CONTfq |

## Localidades
Las ciudades y pueblos por los que pasaba esta ruta de sur a norte son las siguientes (los pueblos con menos de 5000 habitantes figuran en itálica).

#### Provincia de La Pampa
Recorrido: 272 km (km 205 a 477).
- Departamento Guatraché: Perú (km 205).
- Departamento Utracán: Unanué (km 229) y General Acha (km 263).
- Departamento Loventué: Victorica (km 457).

#### Provincia de San Luis
Recorrido: 458 km (km 477 a 925).
- Departamento Gobernador Dupuy: acceso a Arizona (km 517), acceso a Anchorena (km 521), Nueva Galia (km 592) y Buena Esperanza (km 631).

- Departamento General Pedernera: Villa Mercedes (km 757-761).

- Departamento Chacabuco: Naschel (km 856), Tilisarao (km 877) y Concarán (km 898).

- Departamento Junín: Acceso a Santa Rosa de Conlara y Merlo (km 923) por ruta provincial 5.

#### Provincia de Córdoba
Recorrido: 41 km (km 925 a 966).
- Departamento San Javier: No hay poblaciones.